# イチキシマヒメ

アマテラスとスサノヲの誓約（『古事記』に基づく）
SVGで表示（対応ブラウザのみ）

イチキシマヒメ（イツキシマヒメとも）は、日本神話に登場する女神で、宗像三女神の一柱。水の神である。『古事記』では市寸島比売命、『日本書紀』では市杵嶋姫命と表記する。別名、狭依毘売命（さよりひめのみこと）。

## 解説
アマテラスとスサノオが、天眞名井で行った誓約（アマテラスとスサノオの誓約）の際に、アマテラスがスサノオの剣を噛んで吹き出した霧から生まれた三女神の三女。「イチキ（斎き）」は神霊を斎き祭るという意味があるという。なお、この誓約からは五男三女神が生まれており、うち、タギツヒメ（多岐津姫命（たぎつひめのみこと））・タキリビメ（多紀理姫命（たぎりひめのみこと））・イチキシマヒメの三女神を特に宗像三女神という。
絶世の美女とされ、商売繁盛、芸能、金運、勝負、豊漁、交通安全、五穀豊穣、海の神として信仰されている。
『古事記』では2番目に生まれた神である。『日本書紀』においては、本文では3番目に、第二の一書では最初に生まれたとしており、第三の一書では、最初に生まれた瀛津嶋姫（おきつしまびめ）の別名が市杵嶋姫であるとしている。
イチキシマヒメを祭神として祀る市杵島神社では、「市杵島姫命は天照大神の子で、皇孫邇邇芸命が降臨に際し、養育係として付き添い、邇邇芸命を立派に生育させたことから、子守の神さま、子供の守護神として、崇敬されている」という説明板がある。

## イチキシマヒメを祭神とする神社
宗像三女神を祭神とする福岡県の宗像大社では、総社（福岡県宗像市）の辺津宮（へつみや）に祀られている。
大分県の宇佐神宮では、多岐津姫命・多紀理姫命とともに比売神として、二之御殿（3つ並んだ御殿の真ん中）で祀られている。京都府の石清水八幡宮でも同様に、比咩大神として、左御前に祀られている。
また、京都府の松尾大社では、中津島姫命の別名で、主祭神二柱の一柱として祀られている。元伊勢として知られる京都府の籠神社では、主祭神である彦火明命と夫婦であるとされ、絵馬になっている。
後の時代の神仏習合においては本地垂迹では弁才天に比定され、同神とされた。日本三大弁天とされる広島県の厳島神社・大願寺、神奈川県の江島神社、滋賀県の都久夫須麻神社（竹生島神社）・宝厳寺ではいずれもイチキシマヒメと弁才天の習合がみられる。
東京都国分寺市にある、子育弁財天（本町南町八幡神社の末社）でもイチキシマヒメが地蔵と共に祀られている。